# Montsoult
Montsoult – miejscowość i gmina we Francji, w regionie Île-de-France, w departamencie Dolina Oise.
Według danych na rok 1990 gminę zamieszkiwały 3523 osoby, a gęstość zaludnienia wynosiła 917 osób/km² (wśród 1287 gmin regionu Île-de-France Montsoult plasuje się na 385. miejscu pod względem liczby ludności, natomiast pod względem powierzchni na miejscu 763.).